# Brewster McCloud
Brewster McCloud –  amerykański film komediowy z 1970 r. w reżyserii Roberta Altmana.

## Obsada
- Bud Cort jako Brewster McCloud
- Sally Kellerman jako Louise
- Shelley Duvall jako Suzanne Davis
- Michael Murphy jako porucznik Frank Shaft
- William Windom jako Haskell Weeks
- John Schuck jako podporucznik Johnson
- Margaret Hamilton jako Daphne Heap
- Jennifer Salt jako Hope
- Corey Fischer jako podporucznik Hines
- René Auberjonois as The Lecturer
- Stacy Keach jako Abraham Wright